# Імєлін (станція метро)
52°08′57″ пн. ш. 21°02′47″ сх. д. / 52.14917° пн. ш. 21.04639° сх. д.
Імєлін (пол. A-3 Imielin) — станція Першої лінії Варшавського метрополітену, була відкрита 7 квітня 1995 року у складі черги  «Кабати» — «Політехніка». Знаходиться під рогом вулиці Індіри Ганді і Алеї Комісії Народної Освіти. 
Конструкція станції — колонна двопрогінна станція мілкого закладення з острівною прямою платформою завширшки 10 м і завдовжки 120 м. На станції заставлено тактильне покриття. 
Оздоблення — станція виконана в жовто-помаранчово-зелених кольорах, колони в плитку світлих тонів, стелю світлим алюмінієм. Виходи обладнані стаціонарними сходами і двома пандусами для осіб з обмеженими можливостями на візках.
Пересадка на автобуси: 136, 148, 179, 185, 192, 503 
На станції є невеликі крамниці, банкомати та туалети.